# Alice Nzomukunda
Alice Nzomukunda (sinh ngày 12 tháng 4 năm 1966) là một chính trị gia người Burundi và là cựu Phó Tổng thống thứ hai của đất nước, từ ngày 29 tháng 8 năm 2005 đến ngày 5 tháng 9 năm 2006. Bà là một người dân tộc Hutu và là thành viên của Hội đồng Quốc gia về Bảo vệ Dân chủ - Lực lượng Bảo vệ Dân chủ (CNDD-FDD).
Theo hiến pháp, Phó chủ tịch thứ hai của Burundi chịu trách nhiệm về các vấn đề kinh tế và xã hội. Nzomukunda được Tổng thống Pierre Nkurunziza đề cử vào ngày 29 tháng 8 năm 2005. Bà được cả hai viện của quốc hội tán thành (Quốc hội - 109 phiếu 'thuận', không 'chống' và 46 phiếu 'thuận', 2 'chống' tại Thượng viện) và ngay lập tức tuyên thệ. Bà ấy gốc từ Bujumbura, thành phố lớn nhất và là thủ đô cũ của Burundi.
Vào ngày 5 tháng 9 năm 2006, Nzomukunda đã từ chức Phó chủ tịch thứ hai, trích dẫn tham nhũng và vi phạm nhân quyền của chính phủ, cũng như nghi ngờ về tính xác thực của một âm mưu đảo chính mà cựu tổng thống Domitien Ndayizeye bị bắt giữ  một vài tuần trước ngày 21 tháng 8. Bà được thay thế làm Phó chủ tịch thứ hai bởi Marina Barapama.
Nzomukunda sau đó trở thành Phó chủ tịch thứ nhất của Quốc hội. Vào tháng 1 năm 2008, Nzomukunda đã bị trục xuất khỏi CNDD-FDD "vì lý do kỷ luật nội bộ" tại một đại hội bất thường của đảng. CNDD-FDĐ cũng quyết định loại bà khỏi chức vụ Phó Chủ tịch Quốc hội đầu tiên, và vào ngày 8 tháng 2 năm 2008, Quốc hội đã tuyên bố rằng vị trí của bà bị bỏ trống; Theo Evariste Ndayishimiye, Chủ tịch Nhóm Nghị viện CNDD-FDD, vì Nzomukunda đã bị trục xuất khỏi CNDD-FDD, bà không còn là thành viên của nhóm nghị viện, "không đại diện cho bất cứ điều gì" của Phó Chủ tịch thứ nhất của Quốc hội. Các đảng khác trong Quốc hội đã tranh luận về vấn đề này, tuy nhiên, lập luận rằng một quyết định như vậy sẽ phải được đưa ra bởi toàn bộ Quốc hội, chứ không phải bởi một đảng duy nhất. Mặt trận Dân chủ ở Burundi (FRODEBU) đã đình chỉ tham gia Quốc hội để phản đối việc sử dụng vũ lực chống lại Nzomukunda. Ndayishimiye nói rằng các vấn đề quốc hội không nên bị phá vỡ bởi các vấn đề nội bộ của đảng và cho rằng FRODEBU có lý do bí mật để bảo vệ Nzomukunda.